# Chorioactis
Chorioactis es un género de hongos que contiene una única especie, Chorioactis geaster. El hongo es comúnmente conocido como el cigarro del diablo o la estrella de Texas en los Estados Unidos, mientras que en Japón se llama kirinomitake (キリノミケケ). Este hongo extremadamente raro es notable por su aspecto inusual y distribución disjunta: se encuentra solo en lugares seleccionados en Texas y Japón. El cuerpo frutal, que crece en los tocones o raíces muertas de los cedro olmos (en Texas) o robles muertos (en Japón), se asemeja un cigarro marrón oscuro o negro antes de que se divida radialmente en una disposición en forma de estrella de cuatro a siete rayos correosos. La superficie interior del esporocarpo o cuerpo fructífero contiene el tejido que produce la espora, conocido como himenio, y está coloreado de blanco a marrón, dependiendo de su edad. La apertura del cuerpo de la fruta puede ir acompañada de un silbido distintivo y la liberación de una nube humeante de esporas.
Los esporocarpos se recolectaron por primera vez en Austin, Texas, y la especie se denominó Urnula geaster en 1893; más tarde se encontró en Kyushu en 1937, pero el hongo no fue reportado nuevamente en Japón hasta 1973. Aunque se propuso incluir el hongo como especie única en un nuevo género Chorioactis pocos años después de su descubrimiento original, este no se aceptó como género válido hasta 1968. Su clasificación también ha sido una fuente de confusión. Históricamente, Chorioactis se colocó en la familia de los hongos Sarcosomataceae, a pesar de las inconsistencias en la estructura microscópica del asco, la estructura en forma de saco en la que se forman las esporas. Los análisis filogenéticos de la última década han aclarado la clasificación del hongo: Chorioactis, junto con otros tres géneros, forman la familia Chorioactidaceae, una agrupación de hongos relacionados reconocida oficialmente en 2008. En 2009, investigadores japoneses informaron del descubrimiento de una forma del hongo que carece de la fase sexual de su ciclo vital; este estado asexual recibió el nombre de Kumanasamuha geaster. 

## Historia
El hongo fue recolectado por primera vez en Austin, Texas, en 1893 por el botánico Lucien Marcus Underwood, quien envió los especímenes al micólogo Charles Horton Peck para su identificación. Peck describió la especie bajo el nombre de Urnula geaster en el informe anual de ese año del botánico del estado de Nueva York, aunque expresó sus dudas sobre la idoneidad de su ubicación en el género Urnula. En 1902, la micóloga (entonces estudiante) Elsie M. Kupfer cuestionó la clasificación de varias especies en los géneros Urnula y Geopyxis tal y como había sido propuesta en una publicación de 1896 sobre los Discomycetes por parte del micólogo alemán Heinrich Rehm. Ella consideró la transferencia de Rehm de la especie al género Geopyxis ilógica:

"Incluso externamente, el hongo no responde de cerca a la propia descripción de Rehm del género Geopyxis bajo el cual lo ubica: la textura del apotecio se describe como carnosa; el tallo, como corto y a veces delgado; mientras que en esta planta, el carácter coriáceo de la copa y la longitud y el grosor del tallo son sus características notables."

Trabajando con la guía de Underwood, Kupfer comparó la estructura microscópica del himenio (el tejido fértil y portador de esporas) de la especie tejana con varias especies similares: Geopyxis carbonaria, Urnula craterium y Urnula terrestris (ahora conocido como Podophacidium xanthomelum). Llegó a la conclusión de que la especie tejana era tan diferente que merecía su propio género, al que llamó Chorioactis. Aunque Frederick De Forest Heald y Frederick Adolf Wolf (1910) y Fred Jay Seaver (1928, 1942)se opusieron a este cambio taxonómico en estudios posteriores sobre el hongo, Chorioactis se estableció como un género válido en 1968 por Finn-Egil Eckblad en su exhaustiva monografía sobre los Discomycetes.

## Clasificación y nombres

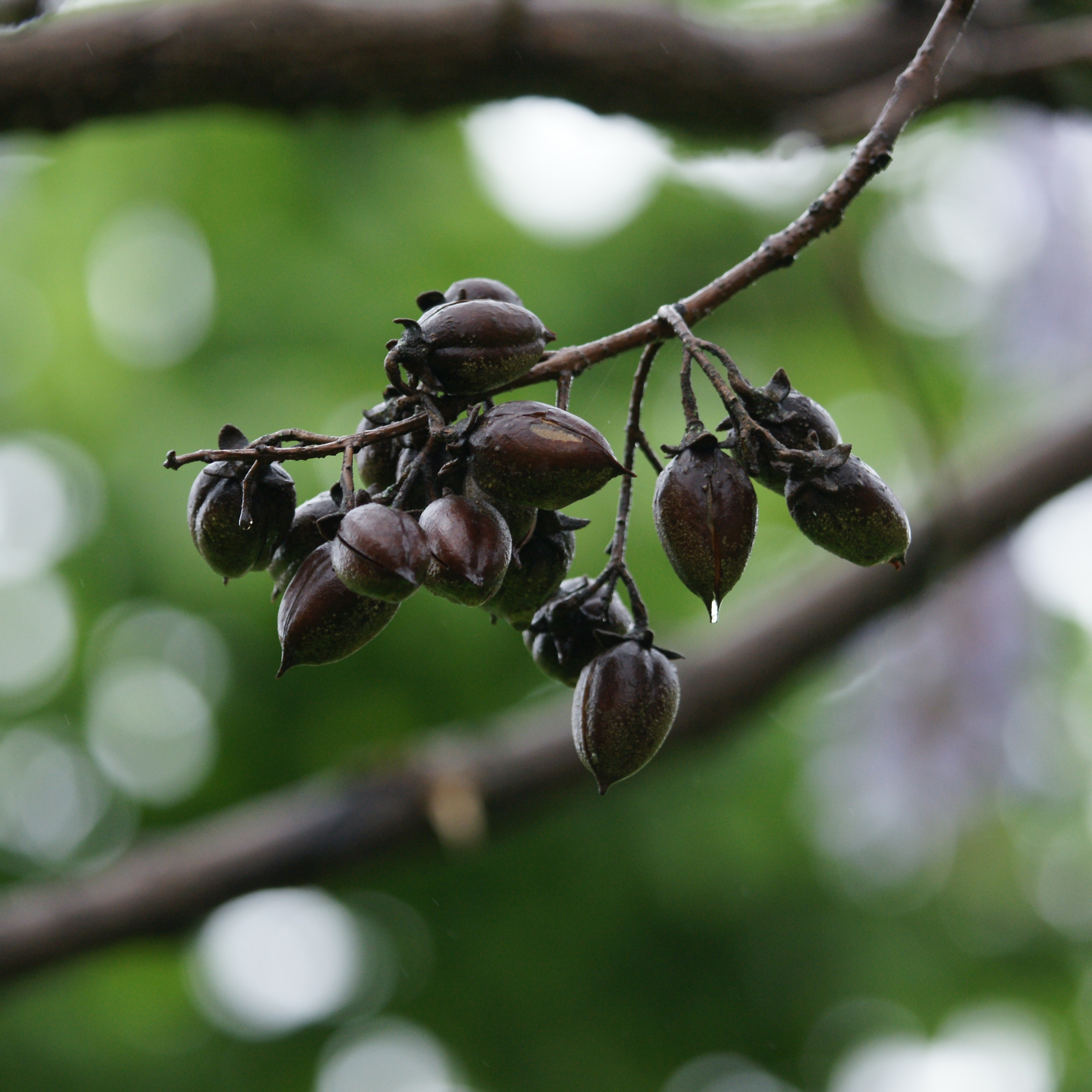
Vainas de paulonia. La similitud del cuerpo fructífero inmaduro de C. geaster con las vainas sin abrir de este árbol es el origen de su nombre común en japonés.

Históricamente, se consideraba que Chorioactis pertenecía a la familia Sarcosomataceae.Una monografía de 1983 sobre la familia lo incluía en la tribu Sarcosomateae (junto con los géneros Desmazierella, Sarcosoma, Korfiella, Plectania y Urnula), una agrupación de hongos caracterizada por tener esporas que carecen de pequeñas proyecciones verrugosas (verruculae) capaz de absorber el tinte azul.Un estudio de 1994 sobre las características estructurales de los ascos y las ascosporas concluyó que Chorioactis estaba más estrechamente alineado con las Sarcoscyphaceae, aunque admitió que la estratificación de las células que comprenden las paredes del asco difería considerablemente de las de otros miembros de la familia.
No fue hasta 1999 que los resultados del análisis filogenético desafiaron firmemente la clasificación tradicional, mostrando a C. geaster como parte de un linaje o clado distinto que incluye especies de los géneros Desmazierella, Neournula y Wolfina, taxones que estaban distribuidos entre ambas familias. Este análisis fue corroborado más tarde cuando se demostró que la agrupación de estos cuatro géneros (por entonces llamada "clado Chorioactis") representaba un clado hermano de Sarcosomataceaey se creó una nueva familia, la Chorioactidaceae, para contenerlos.Aunque C. geaster comparte algunas características con los otros géneros de Chorioactidaceae, incluidos los "pelos" superficiales de color oscuro en la superficie externa de los cuerpos fructíferos, se distingue de ellos por su himenio de color tostado a naranja (en lugar de negro).
El epíteto específico geaster alude a los miembros del género Geastrum, que también se abren para formar cuerpos fructíferos en forma de estrella comúnmente llamados 'estrellas de tierra'. En los Estados Unidos, Chorioactis geaster es comúnmente conocido como la estrella de Texas, o el cigarro del diablo. Con respecto al origen de este último nombre, el micólogo estadounidense Fred Jay Seaver comentó: «Si el nombre "cigarro del diablo" se refiere a la forma de los especímenes jóvenes, que se asemejan en forma y color a un cigarro, o si se refiere al hecho de que el hongo parece "fumar" en su madurez, no lo sabemos... En cualquier caso, el nombre es muy apropiado».
En 1997, el senador estatal tejano Chris Harris presentó un proyecto de ley para convertir a C. geaster en el hongo estatal oficial de Texas. El proyecto de ley fue aprobado por el Senado, pero no prosperó en la Cámara.La Legislatura de Texas finalmente designó a la estrella de Texas como el "hongo oficial del estado de Texas" en 2021.
En Japón, el hongo se llama kirinomitake (キ リ ノ ミ) porque el cuerpo de la fruta inmaduro y sin abrir guarda un parecido superficial con las vainas de las semillas del kiri, el árbol de la paulonia imperial (Paulownia tomentosa).

## Descripción

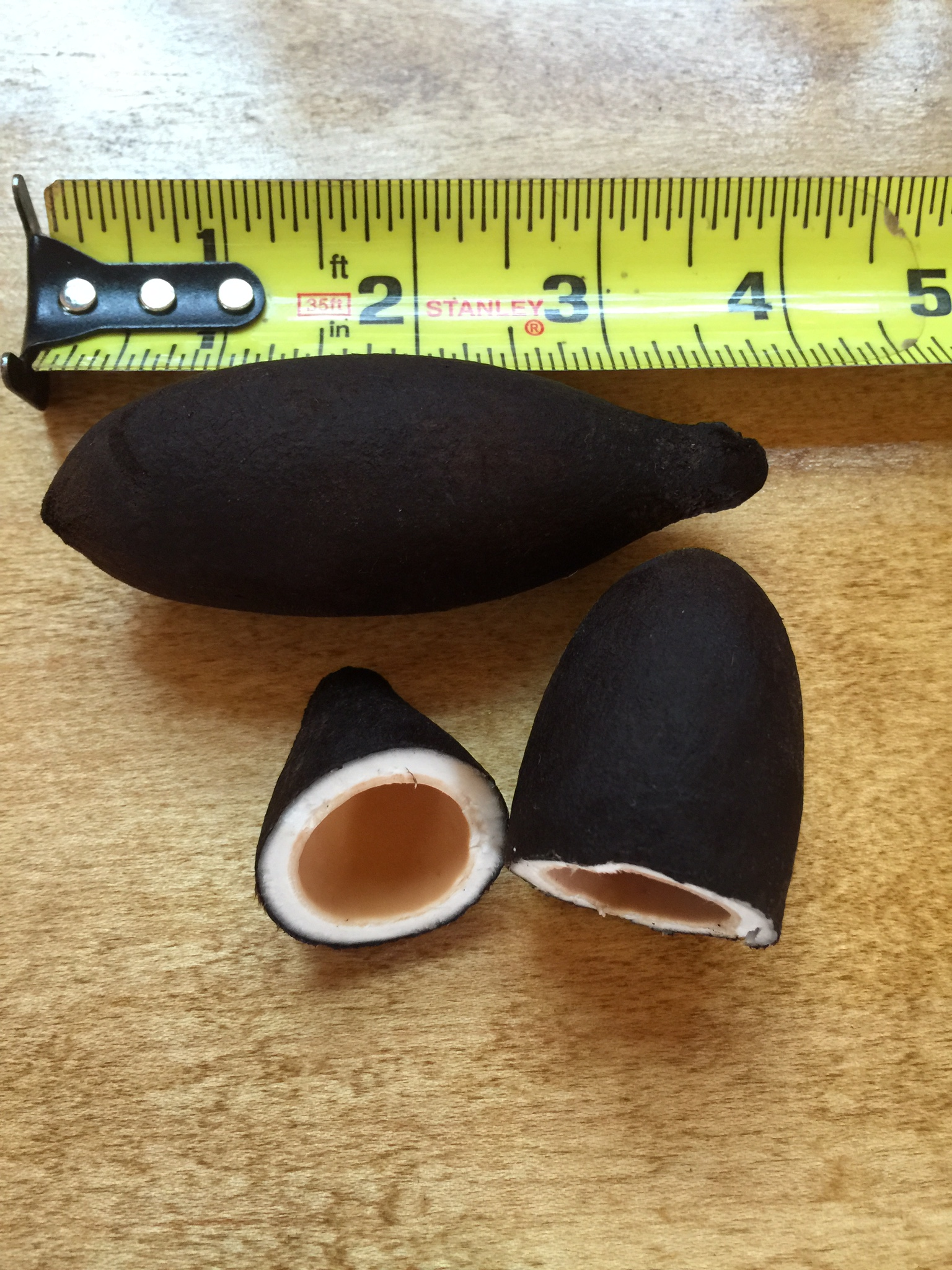
Un cuerpo fructífero inmaduro cerrado, y un espécimen cortado transversalmente para revelar la superficie portadora de esporas (himenio).

Los especímenes jóvenes de C. geaster tienen un cuerpo fructífero hueco de color marrón oscuro, en forma de maza, conectado a un tallo. El tallo, que suele estar enterrado en el suelo, es más corto que el cuerpo fructífero o lo iguala en longitud, aunque la longitud del tallo es algo variable en función de la profundidad de la raíz subterránea a la que está unido. La pulpa del tallo y la pared del cuerpo fructífero son blancas, mientras que la superficie interior es de color blanco amarillento, tornándose marrón claro con la edad. El cuerpo fructífero varía en anchura de 1.2 a 3.5 cm (0.5 a 1.4 in) en la parte más gruesa, y tiene una longitud de 4 a 12 cm (1.6 a 4.7 in); el tallo tiene 0.75 a 1.5 cm (0.3 a 0.6 in) de ancho por 1 a 5 cm (0.4 a 2.0 in) de largo. Tanto el tallo como el cuerpo fructífero están cubiertos por una densa capa de "pelos" marrones suaves y aterciopelados, o tomentum. En la madurez, el cuerpo fructífero se abre en 4-7 segmentos que se curvan hacia abajo creando un patrón en forma de estrella similar a los de los hongos del género Geastrum. Las esporas nacen en la superficie interna de los segmentos, que, dependiendo de la madurez del espécimen, puede variar en color desde el blanquecino al azafrán, salmón, caramelo o castaño. Los segmentos coriáceos tienen un grosor de hasta 0.35 cm (0.1 in).
El cuerpo fructífero permanece cerrado hasta poco antes de la descarga de las esporas; la dehiscencia (apertura del cuerpo fructífero) es causada por la presión ejercida por las parafismas hinchadas, células estériles (es decir, no reproductivas) que están intercaladas entre las ascosporas. La dehiscencia se acompaña de la liberación de nubes de esporas que se asemejan al humo. Se cree que el lanzamiento de esporas tras la ruptura está causado por el cambio repentino de humedad relativa entre la cámara interior del cuerpo del fruto y el entorno exterior.La dehiscencia está acompañada por un silbido, un fenómeno auditivo conocido en aproximadamente otras quince especies de hongos.

## Características microscópicas

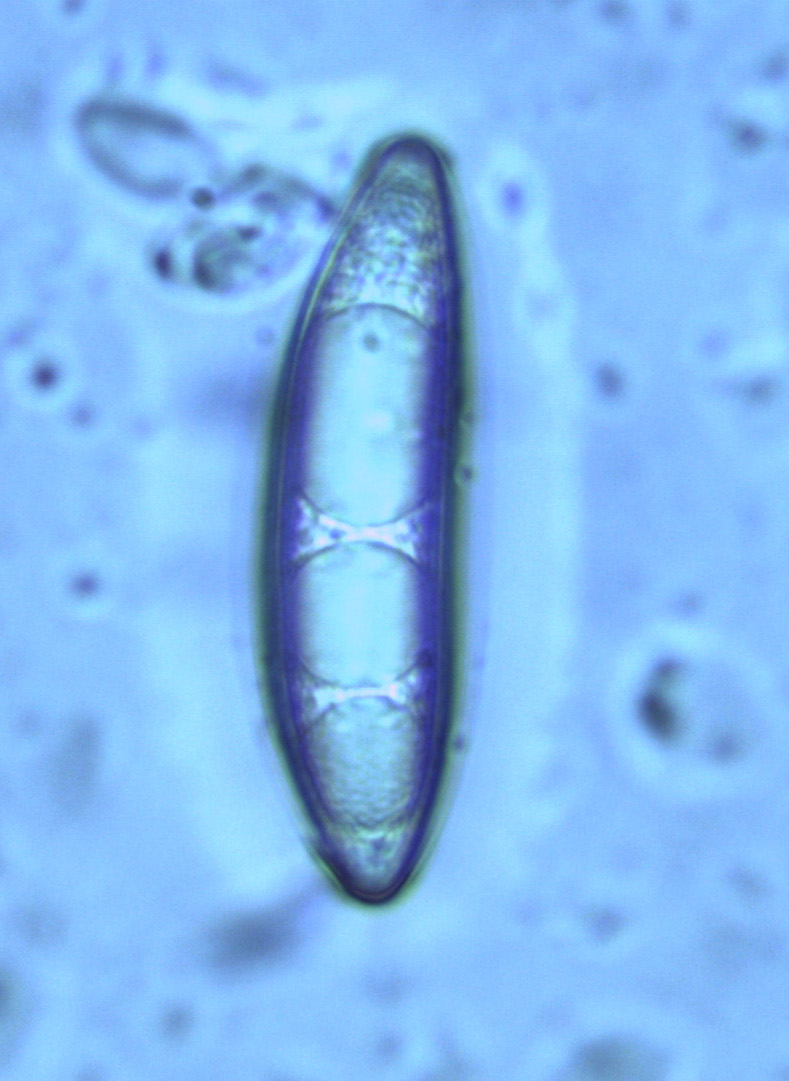
Las esporas son oblongas o fusiformes y contienen de tres a cinco gotas de aceite.

Las esporas son de oblongas a fusiformes y están aplastadas por un lado; tienen dimensiones de 54-68 μm por 10-13 μm. Cada espora contiene de tres a cinco gotas de aceite. Aunque las esporas se han descrito como lisas en la literatura más antigua,cuando se observan con microscopía electrónica de transmisión, se ve que presentan puntos diminutos o pinchazos.Las esporas se desarrollan simultáneamente (sincrónicamente) dentro del asco, una característica del desarrollo compartida con los géneros Sarcoscyphaceae, Cookeina y Microstoma.Al igual que otros miembros de la orden de Pezizales, los ascos de C. geaster tienen un opérculo -una "tapa"- que se abre cuando se descargan las esporas. Sin embargo, el opérculo de C. geaster desarrolla una zona anular de dos capas tras la dehiscencia, lo que lo hace estructuralmente distinto de los miembros de las familias Sarcosomataceae y Sarcoscyphaceae.
Al igual que otros Discomycetes, el cuerpo fructífero se compone de tres capas distintas de tejido: el himenio, el hipotecio y el excípulo. El himenio portador de esporas, la capa más externa de células, contiene ascos intercalados con células estériles llamadas paráfisis.En C. geaster, los ascos en forma de maza tienen 700-800 μm de largo y 14-17.25 μm de grosor y se estrechan abruptamente en la base hasta formar un pedicelo estrecho. Las paráfisis son inicialmente filamentosas o filiformes pero se hinchan con la edad para asemejarse a una sarta de cuentas (moniliformes).Se cree que la hinchazón de las paráfisis causa la expansión del himenio y la posterior división del cuerpo fructífero en segmentos; este desarrollo coloca a los ascos en una posición óptima para la liberación y dispersión de esporas.  Sobre las células del himenio hay una fina capa de hifas estrechamente entretejidas llamada hipotecio, y debajo de ésta hay una gruesa capa de hifas poco entretejidas conocida como excípulo. Esta capa de tejido, análoga al parénquima de las plantas, confiere al tejido una textura fibrosa. La capa de excípulo tiene un diámetro medio de 34 μm, mientras que el hipotecio es de 10-14 μm de diámetro. Cuando se observa con microscopio electrónico, se puede ver que los "pelos" de color marrón oscuro en la superficie del cuerpo de la fruta están adornados con verrugas cónicas o espinas.

### Estadio anamorfo
Muchos hongos tienen una etapa asexual en su ciclo de vida, en la que se propagan a través de esporas asexuales llamadas conidios. En algunos casos, la fase sexual o etapa de teleomorfo se identifica posteriormente y se establece la relación teleomorfo-anamorfo entre las especies. En 2004, los investigadores informaron de una conexión entre C. geaster y la aparición de estructuras en penacho de color marrón negruzco en la madera podrida. Al comparar la región espaciadora transcrita interna del ADN ribosómico nuclear de los dos organismos, establecieron una conexión filogenética entre Chorioactis y el hongo, al que llamaron Conoplea aff. elegantula. Sin embargo, no fueron capaces de inducir el crecimiento del nuevo organismo en medios artificiales y no establecieron una conexión teleomorfa-anamorfa definitiva entre los hongos. En 2009, investigadores japoneses encontraron un hongo similar creciendo en troncos podridos que normalmente se asociaban con el crecimiento de C. geaster y pudieron cultivar el organismo en cultivos axénicos a partir de aislamientos de C. geaster de una sola espora. Hasta que se promulgó la norma "un hongo, un nombre" en 2011, el Código Internacional de Nomenclatura Botánica permitía el reconocimiento de dos (o más) nombres para un mismo organismo, uno basado en el teleomorfo y otro(s) restringido(s) a la(s) forma(s) anamorfa(s). Así, Nagao et al. denominaron al anamorfo Kumanasamuha geaster debido a su similitud morfológica con especies del género Kumanasamuha.

## Distribución, ecología y hábitat
Chorioactis geaster tiene una distribución disjunta, y solo se ha recolectado en Texas y en Japón. La primera recolección de la que se tiene constancia en Japón fue en Kyushu en 1937, y no se volvió a recolectar en ese lugar hasta treinta y seis años después. En 2006, se observó en un bosque húmedo cerca de Kawakami, Prefectura de Nara. El hábitat natural del hongo en Japón está desapareciendo debido a la práctica de deforestación y replantación con cedro japonés (Cryptomeria japonica). Este raro hongo ha sido incluido en la lista de especies amenazadas en Japón.  En Texas, Oklahoma el hongo ha sido reportado en los condados de Collin, Hays, Travis, Dallas, Denton, Guadalupe, Tarrant, Hunty Bell. Los condados de Travis, Hays y Guadalupe están en el centro de Texas, mientras que el resto se agrupan en la parte noreste del estado. Aunque la especie se considera rara debido a su distribución global restringida, puede ser localmente abundante.

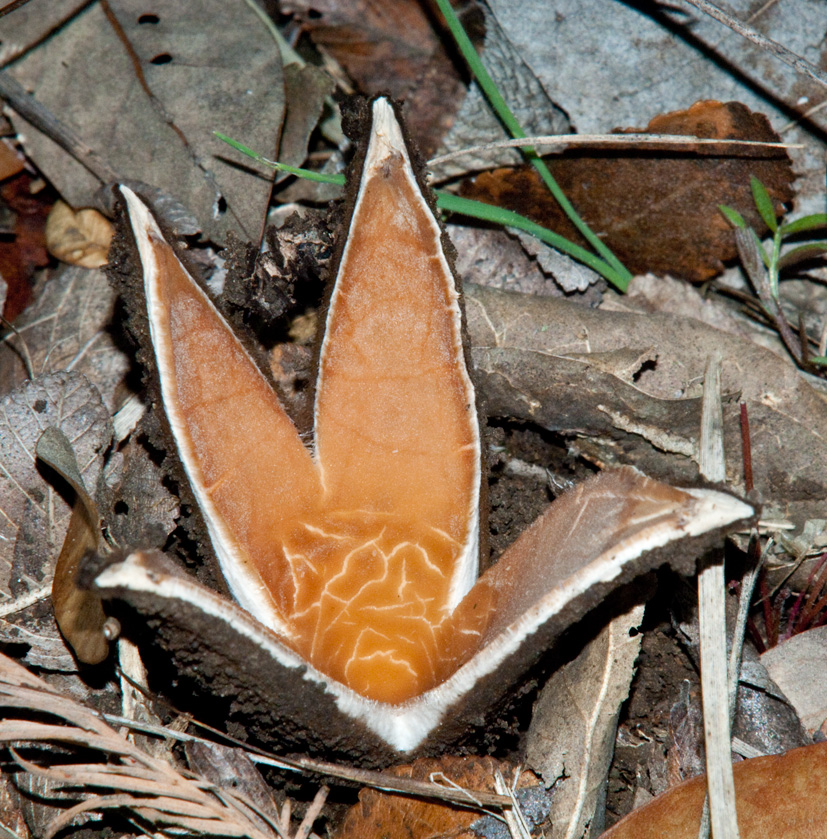
Espécimen de Texas que muestra claramente las diferencias en el color y la textura de las superficies externas, internas e interiores.

Aunque no se conoce de manera definitiva, se cree que Corioactis es saprobio, obteniendo nutrientes de la materia orgánica en descomposición. En Texas, los cuerpos fructíferos se encuentran creciendo solos o en grupos a partir de raíces, tocones y raíces muertas de cedro olmos (Ulmus crassifolia) o Symplocos myrtacea;en Japón, el huésped habitual son los robles (Quercus sp.) muertos.  Los cuerpos fructíferos se pueden agrupar cerca de la base del tocón, o en las raíces, más alejadas de este; el tallo del cuerpo fructífero tiende a originarse en un punto de 5 a 10 cm (2 a 4 in) por debajo del suelo.  En Texas, los cuerpos fructíferos suelen aparecer entre octubre y abril, ya que este período va acompañado de un tiempo más fresco, con condiciones de temperatura y humedad aparentemente más favorables para su crecimiento.
Los científicos no saben por qué el hongo vive misteriosamente tan solo en Texas y Japón, lugares de aproximadamente la misma latitud,pero separados por 11,000 km (6,800 mi). Fred Jay Seaver comentó que "esta es solo otra ilustración de la inusual e impredecible distribución de muchas especies de hongos. Sería difícil explicarlo, y simplemente aceptamos los hechos como son". En 2004, un estudio de investigación comparó las secuencias de ADN de ambas poblaciones y utilizó una combinación de filogenia molecular y cálculos de reloj molecular para estimar el grado de divergencia genética. Llegó a la conclusión de que las dos poblaciones han estado separadas durante al menos diecinueve millones de años, descartando la posibilidad de una introducción humana de la especie de un lugar a otro. Aunque no se observan diferencias consistentes entre la morfología de las dos poblaciones, hay varias diferencias en sus historias de vida. El huésped preferido de las poblaciones de Texas suele ser las raíces y los tocones de Ulmus crassifolia, mientras que las poblaciones japonesas tienden a crecer en los troncos caídos de Symplocos myrtacea y Quercus gilva. Las poblaciones tejanas crecen en áreas sometidas a inundaciones periódicas, a diferencia de sus homólogas japonesas. Por último, sólo los especímenes japoneses pueden cultivarse, mientras que hasta la fecha las esporas del material de Texas no han germinado con éxito en medios artificiales.